# Флиртология
„Флиртология“ (на английски: The House Bunny) е американски комедиен филм от 2008 г. на режисьора Фред Улф, по сценарий на Карън Лъц и Кирстен Смит, участват Ана Фарис, Колин Ханкс и Ема Стоун. Премиерата на филма е на 22 август 2008 г.